# 住友中野坂上ビル
住友中野坂上ビル（すみともなかのさかうえビル）は、東京都中野区中央の中野坂上交差点の一角（北東角）にある高層ビル。再開発により建設され、住友不動産が管理運営している。敷地北側に高層棟の付属施設として各種店舗等が入る低層棟も建設され、エリア全体ではアクロスシティ中野坂上と称している。本項では低層棟についても記載する。

## 概要
計画地は、環状6号線（山手通り）と放射6号線（青梅街道）の交差点に位置しながら、土地の高度利用がされておらず、木造住宅の密集、土地の細分化が目立ち、公共施設整備や防災機能の強化等で多くの課題を抱えた地域であった。
このため、再開発の機運が高まり、1988年8月に再開発研究会を発足させ勉強会や意向調査等に入り、11月に再開発準備組合へと移行。都市計画決定に向け具体的作業を進め、1991年8月に都市計画決定を経て、1992年11月に市街地再開発組合を設立する。しかし、バブル崩壊による社会情勢の変化により、参加組合員として参画していた2社の内1社が辞退するなどの問題が発生。これにより事業計画の見直し等を余儀なくされた。これらの調整に約4年の時間を費やしたが、1996年9月に権利変換計画認可を得て、12月に工事着手し、研究会発足から11年目の1999年4月に竣工を迎えている。

## 施設
中野坂上交差点付近にオープンスペースを設け、この広場を中心に高層棟の住友中野坂上ビルと低層棟を配置した。オープンスペースにはガラスシリンダーの地下鉄出入口が建てられ、併せて地下広場（約950㎡）も整備されている。

### 低層棟
敷地北側の低層棟はアーケードを持つ通りがつくられた2階建て。1階では地権者の店舗等が営業し、2階には公益的施設として、翔和学園が入り特別支援教育を行っている。

### 高層棟
高層棟の住友中野坂上ビルは地下2階、地上24階建て。20階までが事務所で、上部4階は集合住宅の「アクロスシティ中野坂上ハイツ」となっている。当初計画において住宅は別棟としていたが、日影条件など、近隣への配慮により住宅を上乗せした形態に変更となった。住宅階は空中庭園をもち、南仏風の色調でまとめられている。オフィスは西新宿のビル群に面しており、基準階は3.2m×3.2mを基本モジュールとし、16mスパン、950㎡のオフィス空間を最大3分割まで分割貸できる計画とした。
外装はユニットガラスカーテンウォールで構成され、住宅部分のバルコニーを外部に出さないことにより、事務所階と一体感のあるデザインとなっている。

#### 主なテナント
- 1階、2階、4階、6階 : ブシロードグループ
  - 1階 : ブシロードクリエイティブ、ブシロードファイト（スターダム）
  - 2階 : ブシロード（受付）、ブシロードクリエイティブ メディア事業部、ブシロードムーブ[5]、ブシロードミュージック、劇団飛行船
  - 4階 : 新日本プロレスリング、ブシロードウェルビー
  - 6階 : ブシロード、ブシロードムーブ 響（声優事務所響・音響制作部門）
- 13階、14階 : 大気社グループ
  - 13階、14階 : 大気社 環境システム事業部 東京支社、日本ノイズコントロール（受付は13階）
- 7階、17階から20階 : 三協立山グループ
  - 7階 : 三協立山 三協アルミ社 関東住宅建材支店
  - 17階 : 三協立山 三協アルミ社 関東ビル建材支店
  - 18階 : 三協立山 三協マテリアル社 関東支店、三協サーモテック
  - 20階 : 三協立社 東京オフィス
- 9階 : 住友林業緑化（住友林業グループ）
- 12階 : エヌシーアイ総合システム（新日鉄住金ソリューションズと伊藤忠グループの合弁）
- 15階 : ケーアイ・フレッシュアクセス（住友商事と伊藤忠商事の合弁）
- 16階 : ALSOK 城西支社

## アクセス
- 地下鉄丸ノ内線、都営大江戸線、中野坂上駅 徒歩0分（駅のA1出口と直結している）

## ギャラリー

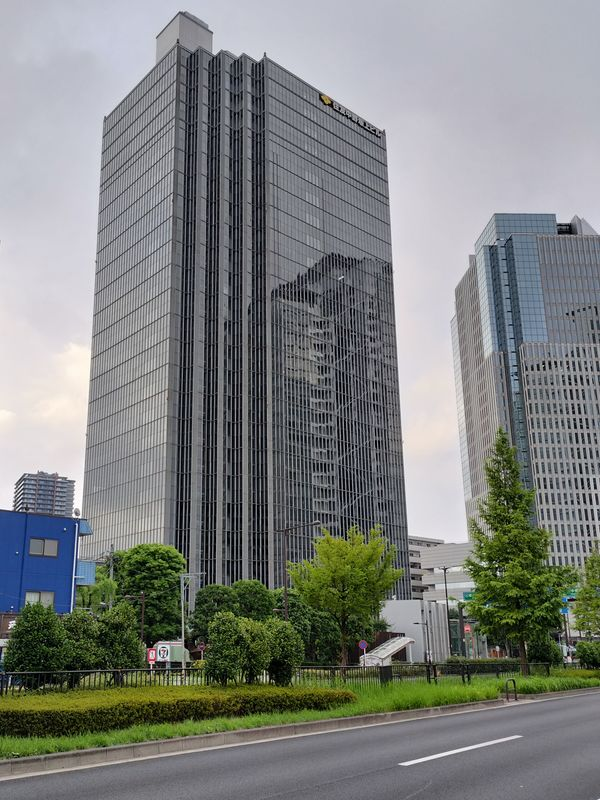
北西。南西のサンブライトビルが映っている。
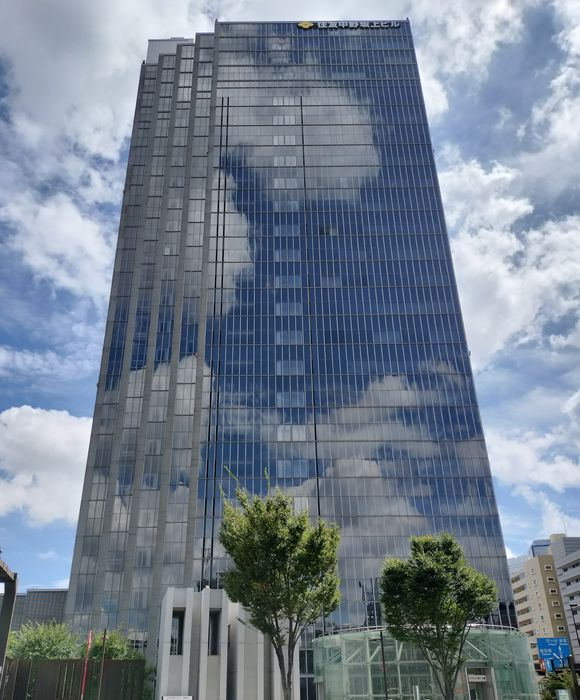
西側
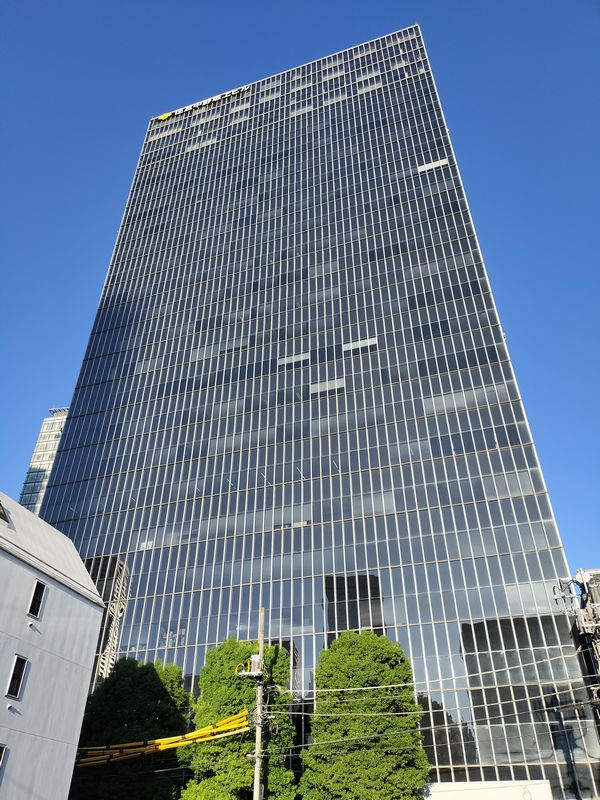
東側
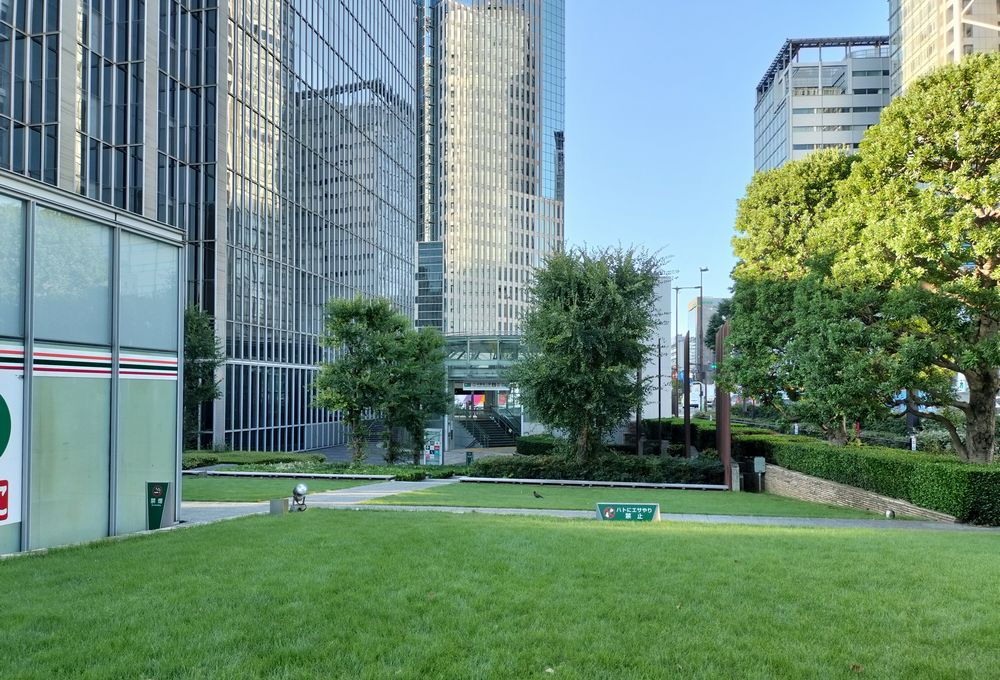
ビルの西側にある公開緑地
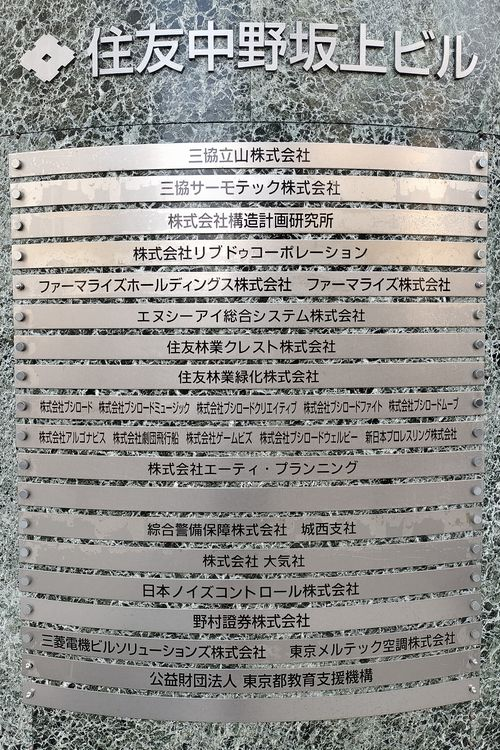
入居企業
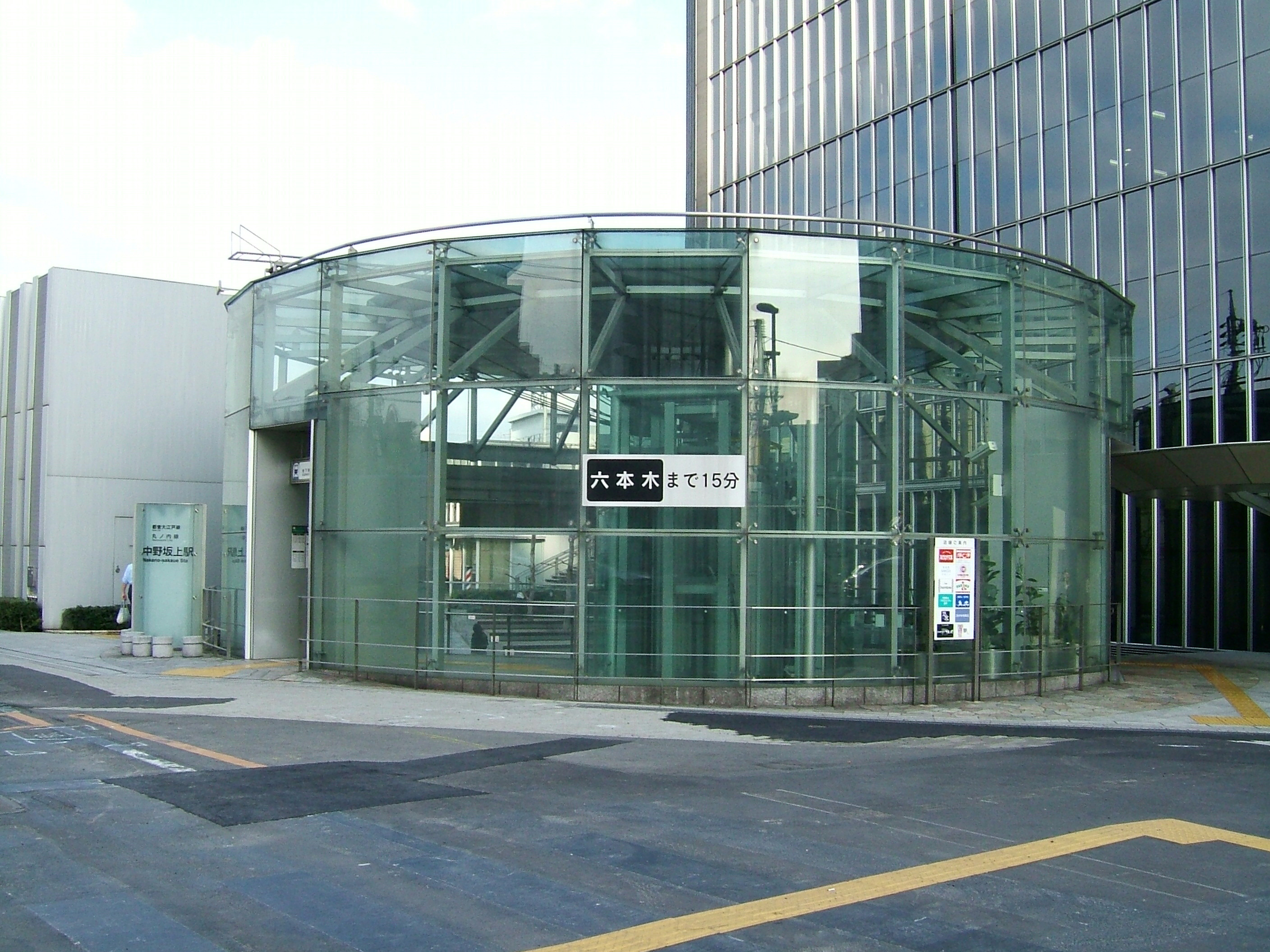
中野坂上駅A1出入口